# 拷贝机
拷贝机是用于软片（俗称菲林）阳（阴）图复制和拼版的印前专用制版设备，其结构由机架、曝光装置、真空系统、电气控制等部分组成。拷贝机现行行业标准為《JB/T 9120-1999拷贝机技术条件》。

## 分类
按光源分，拷贝机可分为明室拷贝机和暗室拷贝机。明室拷贝机的光源是碘镓灯，其结构类似于晒版机，适用于明室片的拷贝，可在日光下操作；暗室拷贝机光源采用镍钨灯，适用于暗室片的拷贝，灯具上装有凸透镜匀光，此类机型务必在暗房操作。

## 影响拷贝质量主要因素
- 真空度：真空度也就是拷贝片和底片贴合的紧密程度。《JB/T 9120-1999拷贝机 技术条件》规定是：拷贝时，网点再现应清晰，无网点区域应小于15mm，真空系统应在15s内获得80KPA的真空度，工作期间真空度不应下降。
- 照度均匀度：照度均匀度是衡量拷贝机品质最重要的指标之一。《JB/T 9120-1999拷贝机 技术条件》规定的是：工作面上的照度均匀度不得小于83%。
- 计时误差：拷贝机的曝光计时误差应小于1%。